# Bő
Bő è un comune dell'Ungheria di 684 abitanti (dati 2001). È situato nella contea di Vas.